# Борат 2
«Наступний фільм про Бората: Передача величезного хабара американському режиму для отримання вигоди колись славному народу Казахстану» (англ. Borat Subsequent Moviefilm: Delivery of Prodigious Bribe to American Regime for Make Benefit Once Glorious Nation of Kazakhstan) — комедійний художній фільм британського коміка Саші Барона Коена, що вийшов на екрани 23 жовтня 2020 року. Сиквел фільму «Борат».

## Сюжет
Головний герой фільму, як і в «Бораті», — казахський журналіст Борат Саґдієв. Після виходу попередньої стрічки він став зіркою. Тепер Борат видає себе за інших людей, аби брати інтерв'ю у відомих особистостей.

## У ролях
- Саша Барон Коен — Борат Саґдієв.
- Марія Бакалова — Тутар Саґдієва.

## Виробництво
Перші повідомлення про заплановані зйомки фільму з'явилися ще 2007 року, але пізніше вони були спростовані. На початку вересня 2020 року стало відомо, що фільм уже цілком знято, змонтовано та показано провідним представникам кіноіндустрії. При цьому кінострічка одержала абсурдно довгу назву. Цифровий реліз фильму відбудеться напередодні президентських виборів у США, що заплановані на листопад 2020 року.

## Нагороди
Сиквел фільму Борат під довгою назвою «Наступний фільм про Бората: Передача величезного хабара американському режиму для отримання вигоди колись славному народу Казахстану» (англ. Borat Subsequent Moviefilm: Delivery of Prodigious Bribe to American Regime for Make Benefit Once Glorious Nation of Kazakhstan), незважаючи на ситуацію з Ковід-19, отримав багатомільйонну авдиторію та виграв «Золотий глобус 2021» у номінації «Найкращий фільм (комедія або мюзикл)».